# Xã Big Mound, Quận Wayne, Illinois
Xã Big Mound (tiếng Anh: Big Mound Township) là một xã thuộc quận Wayne, tiểu bang Illinois, Hoa Kỳ. Năm 2010, dân số của xã này là 1.742 người.